# Guo Linyao
Guo Linyao (China, 10 de marzo de 1972) es un gimnasta artístico chino, subcampeón olímpico en 1992 en el concurso por equipos, y subcampeón del mundo, también en el concurso por equipos, en 1991.

## Carrera deportiva
En el Mundial celebrado en Indianápolis en 1991 consigue la medalla de plata, tras la Unión Soviética y por delante de Alemania; sus compañeros en el equipo fueron: Huang Huadong, Li Xiaoshuang, Li Ge, Li Jing y Li Chunyang.
En los JJ. OO. de Barcelona 1992, la medalla de plata de nuevo en equipo —tras el Equipo Unificado y delante de Japón—; sus cinco colegas en el equipo chino en esta ocasión eran: Li Ge, Li Chunyang, Li Dashuang, Li Jing y Li Xiaoshuang. Y también la medalla de bronce en las barras paralelas, tras el deportista del Equipo Unificado Vitaly Scherbo, su compatriota Li Jing, y empatado a puntos con Igor Korobchinski también del Equipo Unificado y el japonés Masayuki Matsunaga.